# Massacre de Concepción
O massacre de Concepción foi um episódio da guerra do paraguai que consistiu no assassinato de várias famílias da classe dominante e proprietárias de terras de Concepción e redondezas dentro do território paraguaio nos meses de abril e maio de 1869, orquestrado pelo próprio Solano López. Com o pretexto de acabar com uma suposta conspiração contra o próprio, ele despachou para a região José Gregório Benítez, Major, apelidado de Toro Pichai, com a fama de ser o mais sádico torturador do regime lopista.
Benitez, ao chegar em uma cidade, ordenava que toda população se reunisse na praça da igreja e com uma lista contendo nome de todas as famílias a serem executadas, separava os membros que, na sua grande maioria, era formada por mulheres e os torturavam fisicamente para depois serem mortos a golpes de lança para o horror dos que presenciavam.